# شون سوريانو
شون سوريانو (بالإنجليزية: Sean Soriano؛ مواليد 6 أكتوبر 1989) هو مُقاتل فنون قتالية مختلطة أمريكي.

## وصلات خارجية
- شون سوريانو على موقع يو إف سي (الإنجليزية)
- شون سوريانو على موقع شيردوغ (الإنجليزية)
- شون سوريانو على موقع IMDb (الإنجليزية)